# Yongchuan Sports Center
O Yongchuan Sports Center (chinês simplificado: 中国重庆市永川体育中心) é um estádio de futebol localizado no distrito de Yongchuan em Xunquim, na China.
Com capacidade para 25 017 espectadores, o centro esportivo inclui uma piscina padrão com galeria de quinhentos lugares, seis quadras de tênis, seis quadras de basquete, quatro quadras de gateball e instalações relacionadas. O local cobre uma área de 19,47 hectares e o custo total foi de 139 milhões yuan. O estádio principal foi projetado e construído pela Chongqing Vister Construction Engineering Technology Company; a construção foi concluída em 2007.